# DB Cargo France

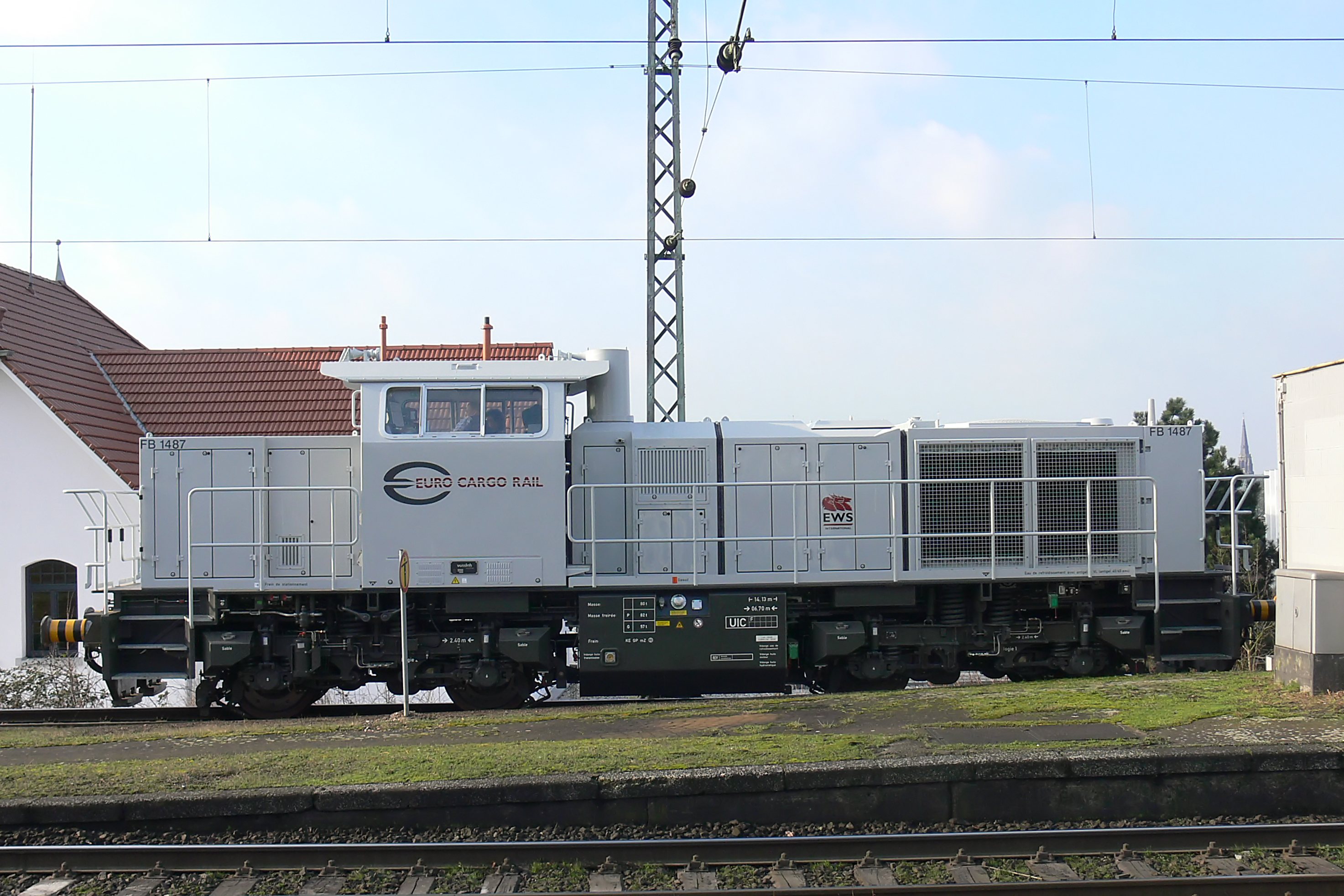
Egy Euro Cargo Rail dízelmozdony Németországban

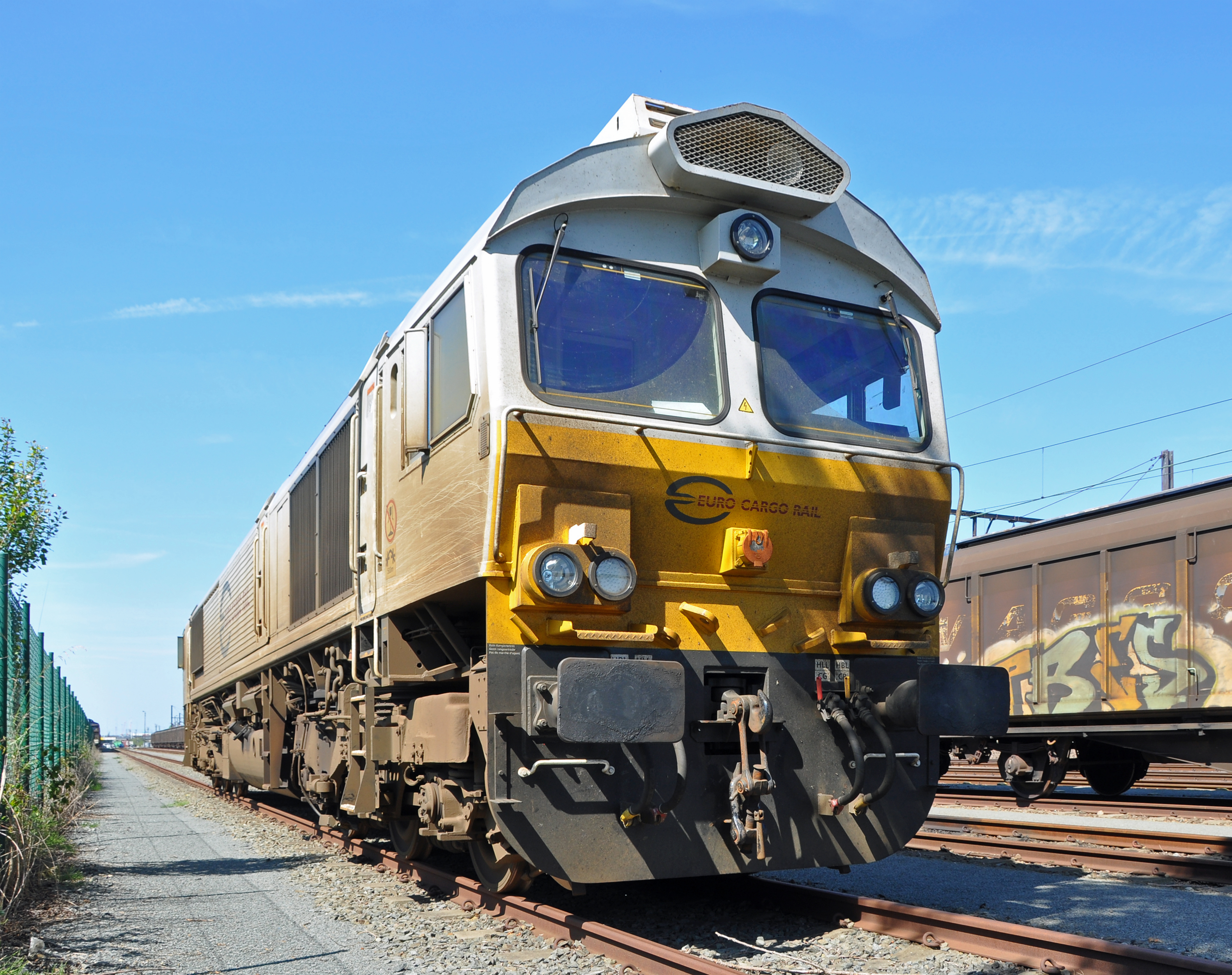
Euro Cargo Rail Class 77

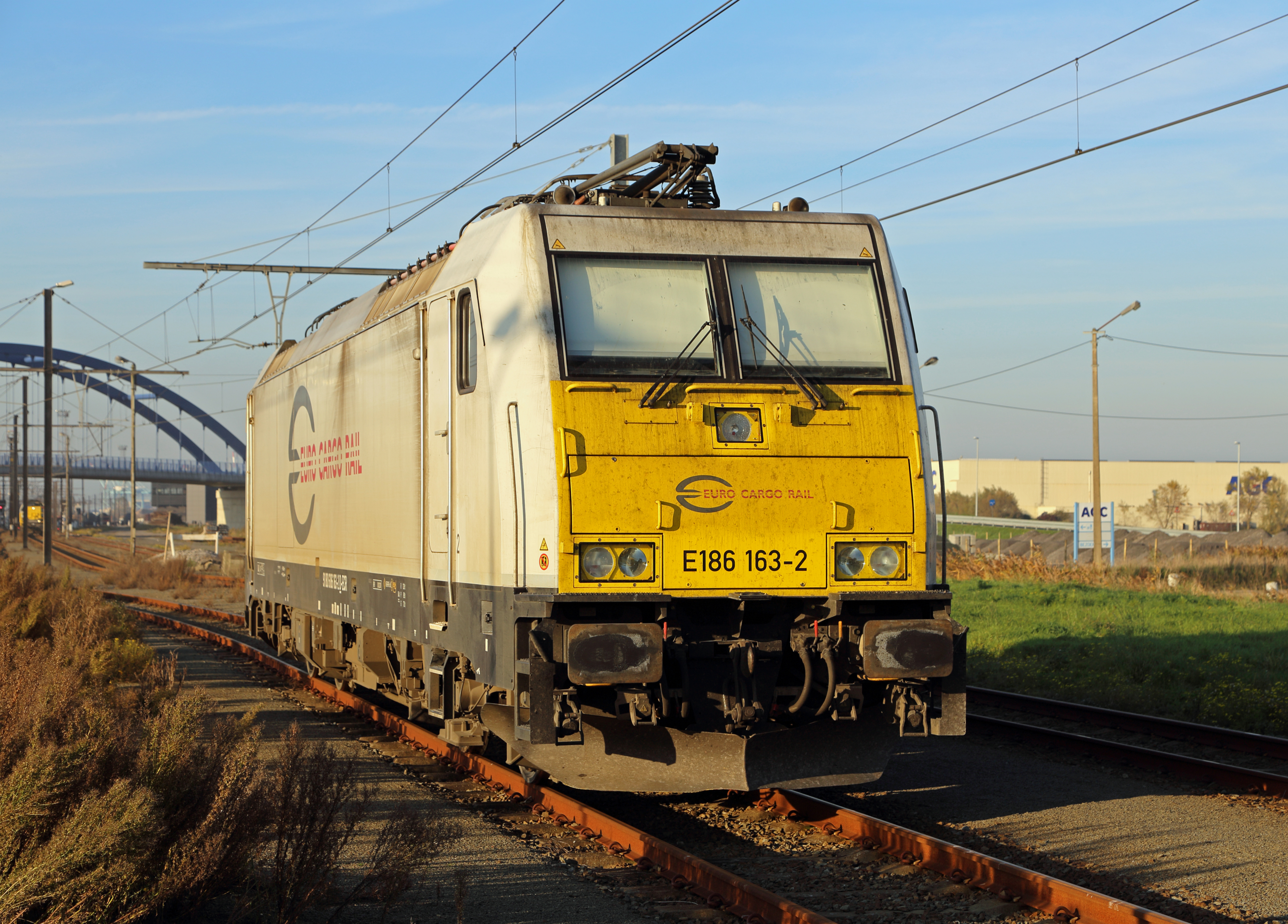
Euro Cargo Rail Bombardier TRAXX F140 MS

A DB Cargo France (korábban Euro Cargo Rail) a DB Cargo német vasúttársaság francia magánvasút leányvállalata. A cég a harmadik teherszállító társaság Franciaországban.

## Járműállomány
A Euro Cargo Rail a kezdeti tevékenységét egy négy Vossloh G 1206 dízelmozdonyból álló kis lízingelt flottával végezte; e mozdonyok karbantartását az English, Welsh & Scottish Railway Dollands Moor-i teherpályaudvarán végezték Angliában, ezért a mozdonyok a 21-es sorozat TOPS-sorozatszámot kapták.
2007 és 2009 között a vállalat több Vossloh G 1000 BB mozdonyt is vásárolt, és 2007-ben rövid időre három TRAXX F140 AC mozdonyt bérelt a Mitsui Rail Capitaltól (MRCE), ezeket 2008 augusztusában adta vissza.
2008-ban és 2009-ben az ECR körülbelül tíz Vossloh G 2000 BB mozdonyt és öt 1668 mm-es nyomtávolságú Vossloh Euro 4000 mozdonyt bérelt az Angel Trains Cargótól.
2008 folyamán egy pár az ECR színeire festett TRAXX F140 MS mozdonyt használtak a típus franciaországi és belgiumi homologizációjára; a típusengedélyt 2009 júliusában kapták meg. A két mozdony egy 2009 és 2010 között leszállított 20 darabos megrendelés részét képezte. 2009-ben további 45 mozdonytt rendeltek, amelyeket a DB Schenker (25 mozdony) és az ECR (20 mozdony) állományába osztottak be; ezeket 2010-től szállították le.
2006 januárjában átkerült az első British Rail 66 sorozatú mozdony az EWS-től az ECR állományába, 2007 novemberéig ötven mozdonyt adtak át. 2007 végén átadták a vállalatnak a 60 megrendelt újonnan gyártott EMD Class 66 mozdony első példányát. Végül a megrendelt mozdonyok fele került az ECR-hez, a többi a DB Cargo németországi anyavállalathoz került. Később ECR összes 66-os sorozatú mozdonyát fokozatosan Németországba szállították, az utolsót 2019-ben.
2009 áprilisában kettő British Rail 08 sorozatú tolatómozdonyt adott át az EWS az ECR-nek.
2010-től kezdődően a vállalat az Akiem francia lízingvállalattól Alstom Prima típusú villamosmozdonyokat (BB 27000 és BB 37000 kettő- és háromáramnemű altípusok) bérelt. A vállalat ugyanettől az évtől kezdődően Y 8000 típusú tolatómozdonyokat is bérelt az Akiemtől.
2018-ban az ECR 151 mozdonyt üzemeltetett.